# Останній політ Амелії Ергарт
«Останній політ Амелії Ергарт» (англ. Amelia Earhart: The Final Flight) — американський телевізійний біографічний фільм-драма 1994 року.

## Сюжет
Історія Амелії Ергарт першої жінки-пілота, яка перелетіла Атлантичний океан. Вона вирішила облетіти всю планету і у 1937 році, разом зі штурманом Фредеріком Нунаном, вирушила у навколосвітню подорож. Всі чекали її неймовірного, тріумфального повернення, але літак Амелії пропав в центральній частині Тихого океану в районі острова Гауленд. До цього дня ні літак, ні екіпаж не було знайдено.

## У ролях
| Актор             | Роль                     |
| ----------------- | ------------------------ |
| Даян Кітон        | Амелія Ергарт            |
| Рутгер Гауер      | Фред Нунан               |
| Брюс Дерн         | Джордж Патнем            |
| Пол Гілфойл       | Пол Мантц                |
| Девід Карпентер   | Гаррі Меннінг            |
| Деніс Арндт       | Джозеф Лафлін            |
| Діана Белламі     | місіс Аткінсон           |
| Гезер Лорен Олсон | дівчина                  |
| Дон Блумфілд      | Сід Сміт                 |
| Ненсі Ленехан     | ведуча радіо-шоу         |
| Ньюелл Александр  | звукові ефекти радіо-шоу |
| Воррен Мансон     | президент Елліот         |
| Мерлін Рокафеллоу | місіс Елліот             |